# Antonio Moleón
Antonio Moleón España (Granada, 14 de julio de 1930 – 2022) fue un pintor, grabador y diseñador de tapices español, reconocido como una figura clave del paisajismo granadino del siglo XX. Su obra se caracteriza por una profunda sensibilidad hacia la naturaleza del entorno andaluz, especialmente de La Zubia, con un uso distintivo de la luz y el color.

## Biografía
Nacido en Granada en 1930, se formó en la Escuela de Artes y Oficios de Granada, donde fue alumno de maestros como Gabriel Morcillo y Capulino Jáuregui. Desde sus inicios, se interesó por el paisaje como temática central de su obra.
En la década de 1950 fue miembro fundador del grupo artístico Los Iliberitanos, junto a artistas como Galán Polaino, José Ysmer, Hernández Quero, Soriano Quirós, Alfonso Domínguez y el escultor Miguel Moreno. Este colectivo tuvo un papel destacado en la renovación de las artes plásticas en la posguerra española.
Entre sus influencias destacan Turner, John Singer Sargent, Fortuny, así como los paisajistas españoles de posguerra, en especial Benjamín Palencia. Tras asistir a una exposición de este último, Moleón declaró: «Esta es la forma de pintar que yo busco».
Durante varias décadas trabajó como diseñador en la histórica fábrica de alfombras La Alpujarreña, en La Zubia, donde colaboró en la interpretación de diseños de artistas como Salvador Dalí y Óscar Tusquets para su traducción a tapices. Esta labor influyó en su estética paisajística, visible en sus composiciones de estructura textil.
Falleció en 2022, dejando un legado artístico estrechamente ligado a la memoria paisajística de Granada y, en particular, a La Zubia, municipio del que fue un enamorado y donde residió largas temporadas.

## Obra
La producción de Antonio Moleón se centró principalmente en el paisaje andaluz, con especial atención a rincones de La Zubia como Las Canteras y las huertas tradicionales. Su estilo destaca por la precisión atmosférica y la sensibilidad cromática, con una técnica que combina observación directa y composición emocional.
Era conocido por su dedicación inquebrantable al arte, reflejada en una frase que dejó escrita en su estudio: «Un día sin pintar es un día perdido».

## Exposiciones y legado
A lo largo de su trayectoria, expuso en ciudades como París, Valencia, Sevilla y Phoenix, en Estados Unidos. En mayo de 2025, el Ayuntamiento de La Zubia organizó la exposición retrospectiva Antonio Moleón. Una vida entre paisajes y tapices, celebrada en el Centro Carmen Jiménez del municipio, como homenaje póstumo a su figura. La muestra incluyó obras de todas sus etapas creativas y fue comisariada por el historiador Manuel Beltrán.